# Молтон (Алабама)
Молтон (англ. Moulton) — місто (англ. city) в США, в окрузі Лоуренс штату Алабама. Окружний центр та найбільший населений пункт цього округу. Населення — 3398 осіб (2020).

## Географія
Молтон розташований за координатами 34°29′18″ пн. ш. 87°16′58″ зх. д. / 34.48833° пн. ш. 87.28278° зх. д. (34.488302, -87.282707).  За даними Бюро перепису населення США в 2010 році місто мало площу 15,55 км², з яких 15,52 км² — суходіл та 0,04 км² — водойми.

## Демографія
Згідно з переписом 2010 року, у місті мешкала 3471 особа в 1482 домогосподарствах у складі 912 родин. Густота населення становила 223 особи/км².  Було 1604 помешкання (103/км²).
Расовий склад населення:
| - 78,2 % — білих - 13,1 % — чорних або афроамериканців - 4,1 % — корінних американців - 0,4 % — азіатів |

До двох чи більше рас належало 4,1 %. Частка іспаномовних становила 1,6 % від усіх жителів.
За віковим діапазоном населення розподілялося таким чином: 20,9 % — особи молодші 18 років, 58,1 % — особи у віці 18—64 років, 21,0 % — особи у віці 65 років та старші. Медіана віку мешканця становила 43,6 року. На 100 осіб жіночої статі у місті припадало 87,0 чоловіків;  на 100 жінок у віці від 18 років та старших — 82,9 чоловіків також старших 18 років.
Середній дохід на одне домашнє господарство  становив 42 068 доларів США (медіана — 28 843), а середній дохід на одну сім'ю — 52 933 долари (медіана — 39 911). Медіана доходів становила 42 434 долари для чоловіків та 28 024 долари для жінок. За межею бідності перебувало 24,3 % осіб, у тому числі 41,2 % дітей у віці до 18 років та 19,0 % осіб у віці 65 років та старших.
Цивільне працевлаштоване населення становило 1140 осіб. Основні галузі зайнятості: освіта, охорона здоров'я та соціальна допомога — 18,2 %, виробництво — 13,8 %, фінанси, страхування та нерухомість — 13,0 %.